# Sounds Around Records
 (avril 2025).
Motif : Pas de source
- Archive Wikiwix
- Bing
- Cairn
- DuckDuckGo
- E. Universalis
- Gallica
- Google
- G. Books
- G. News
- G. Scholar
- Persée
- Qwant
- (zh) Baidu
- (ru) Yandex
- (wd) trouver des œuvres sur Wikidata

| 1. | Préciser le motif de la pose du bandeau. | Précisez le motif de la pose du bandeau en utilisant la syntaxe suivante : {{admissibilité à vérifier\|date=avril 2025\|motif=remplacez ce texte par le motif}}                            |
| 2. | Informer les utilisateurs concernés.     | Pensez à avertir le créateur de l'article, par exemple, en insérant le code ci-dessous sur sa page de discussion : {{subst:avertissement admissibilité à vérifier\|Sounds Around Records}} |

Sounds Around Records plus souvent étiqueté Sounds Around est un label musical indépendant "Electronic & Dubadelik", créé en 2001 par Thierry Arnold.

## Description
Ce label représente une partie de la scène Dub et électro française actuelle et produit aussi quelques artistes internationaux.

## Artistes produits
- Thierry Arnold
- Automat
- Weeding Dub
- Lena
- Black Sifichi
- Rondo
- Hybrid Sound System
- Sism-X
- Manutension
- Lahuis
- Brain Damage
- Molecule
- Kojitô
- Dub Addict Sound System
- Artnow
- Vital Riddim
- Empire Sound
- Vibronics
- No Dread
- E_S.A
- Elastik
- Dub Excursion
- Sounds Around